# Microsoft Internet Security and Acceleration Server
Microsoft Internet Security and Acceleration Server (ISA Server) viene descritto da Microsoft come "gateway per la sicurezza integrato".
Nato originariamente come Microsoft Proxy Server, ISA è un prodotto firewall e per la sicurezza basato su Microsoft Windows sviluppato principalmente per pubblicare in sicurezza server Web e altri sistemi server; fornisce servizi firewall Stateful Inspection e Application Layer, come server VPN e come fornitore dell'accesso a Internet per i PC di una rete aziendale.
Le versioni di ISA 2000 e 2004 sono stati inclusi nell'edizione Premium di Microsoft Small Business Server, mentre alcuni rivenditori l'hanno inclusa in dispositivi Appliance.

## L'ultima versione
La versione attuale di ISA Server è ISA 2006, distribuita il 17 ottobre 2006. ISA 2006 funziona su piattaforma Windows Server 2003 e Windows Server 2003 R2 (ISA 2006 non permette l'utilizzo di Windows 2000 come sistema operativo ospitante.
ISA 2006 introduce alcune migliorie rispetto alla versione precedente, ISA 2004, come il supporto per l'autenticazione LDAP per l'uso di molteplici provider LDAP o foreste di Active Directory, il supporto integrato per Exchange 2007 (retrocompatibile con ISA 2004), il supporto per la pubblicazione con Microsoft Sharepoint, Single sign-on, Cross-Array Link Translation, Web Publishing Load Balancing (con cookie-based affinity per Integrated NLBS), insieme ad alcuni miglioramenti ai wizard come il Branch Office VPN Connection Wizard e miglioramenti nella gestione dei certificati.

## Intelligent Application Gateway
Il 1º febbraio 2007 Microsoft mette in commercio Intelligent Application Gateway, basata su una tecnologia acquisita con l'acquisto di Whale Communications annunciata il 18 maggio 2008 e basata su ISA 2006. IAG viene venduto esclusivamente come Appliance Hardware e fornisce funzionalità di Endpoint Compliance e SSL VPN.

## Versioni

### Microsoft Proxy Server
La linea di prodotti ISA Server nasce con Microsoft Proxy Server. Microsoft Proxy Server v1.0 viene lanciato nel gennaio 1997 e destinato ad essere eseguito su piattaforma Windows NT 4.0. Proxy Server v1.0 era un prodotto base che era destinato a fornire l'accesso a Internet per i pc in un ambiente LAN. Anche se era ben integrato nella piattaforma NT4, Proxy Server v1.0 aveva solo delle funzionalità basilari e veniva distribuita in un'unica edizione. Il supporto esteso terminava il 31 marzo 2002
Proxy Server v2.0 viene distribuita nel dicembre 1997, e include una migliore integrazione degli Account NT, miglioramenti nel supporto del Packet Filtering e il supporto per un maggiore numero di protocolli di rete. Proxy Server 2.0 usciva dalla fase di supporto esteso il 31 dicembre 2004.

### ISA 2000
Il 18 marzo 2001, Microsoft lanciava ISA 2000. ISA 2000 introduceva le versioni Standard e Enterprise, con le funzionalità Enterprise che consistono nel High-Availability Clustering non inclusa nella versione Standard. ISA 2000 richiedeva Windows 2000 (qualsiasi versione), e inoltre funzionerà anche su Windows Server 2003. In conformità con la Microsoft's Support Lifecycle Policy, ISA 2000 è il primo prodotto ISA che estende il supporto fino a 10 anni con 5 anni di supporto Mainstream e 5 anni di supporto Extended. ISA 2000 terminerà il suo supporto il 12 aprile 2011.

### ISA 2004
ISA Server 2004 fu distribuito l'8 settembre 2004. ISA 2004 introduce supporto per reti multiple, configurazione integrata per le VPN, modelli per l'autenticazione, supporto per il Firewall a Livello Applicazione, supporto per il protocollo H.323, integrazione con Active Directory, SecureNAT, Secure Server Publishing e ulteriori miglioramenti.
ISA Server 2004 Enterprise Edition integra il Network Load Balancing (NLB) e il Cache Array Routing Protocol (CARP). Una delle funzionalità principali di ISA Server 2004 era la sua capacità di pubblicare in modo sicuro i server Web. Per esempio, alcune aziende utilizzano ISA Server 2004 per pubblicare i propri servizi Exchange (es. OWA, RPC over HTTP, ActiveSync, OMA). Utilizzando l'autenticazione con il metodo Forms-based Authentication (FBA), ISA Server può essere utilizzato per pre-autenticare i client web in modo che il traffico proveniente dai client non autenticati verso quelli autenticati non sia possibile.
Microsoft Internet Security and Acceleration Server 2004 è disponibile in due edizioni, Standard e Enterprise. Le edizioni di ISA Server sono licenziate per processore (la versione inclusa in Windows Small Business Server 2000/3 Premium include la licenza per 2 processori) e richiede Windows Server 2003 Standard (32 bit) o l'edizione Enterprise (32 bit). L'appliance hardware, contenente Windows 2003 Appliance Edition e ISA Server Standard Edition,  è disponibile presso molti Microsoft Partner.

### Versioni
| Date | Version                                     |
| ---- | ------------------------------------------- |
| 2006 | ISA Server 2006 (distribuito il 17/10/2006) |
| 2004 | ISA Server 2004 (la versione interna è 4.0) |
| 2000 | ISA Server 2000 (la versione interna è 3.0) |
| 1997 | Proxy Server 2.0                            |
| 1996 | Proxy Server 1.0                            |